# Абази, Эдуард
Эдуард Абази (алб. Eduard Abazi; род. 29 ноября 1968, Тирана) — албанский футболист, игравший на позиции атакующего полузащитника.

## Клубная карьера
Профессиональную карьеру начал в 1985 году в столичном «Динамо». В 1990 году перешёл в хорватский «Хайдук». В составе «белых» становился национальным чемпионом и обладателем национального кубка. В 1993 году подписал контракт с лиссабонской «Бенфикой» и сразу был отдан в аренду в «Шибеник». Следующий сезон представлял другой португальский клуб — «Боавишта». Также ещё играл за «Манчестер Сити» и «Академику». В последней в 1999 году завершил карьеру.

## Карьера в сборной
В составе национальной сборной Албании дебютировал 30 октября 1985 года в матче квалификации на ЧМ 1986 против сборной Греции (1:1). Всего за сборную Абази провёл 19 матчей и забил 2 гола.

### Голы за сборную
| № | Дата        | Место                | Соперник | Счёт | Результат | Турнир                  |
| - | ----------- | -------------------- | -------- | ---- | --------- | ----------------------- |
| 1 | 26 мая 1991 | Кемаль Стафа, Тирана | Исландия | 1:0  | 1:0       | Квалификация на ЧЕ 1992 |
| 2 | 3 июня 1992 | Кемаль Стафа, Тирана | Литва    | 1:0  | 1:0       | Квалификация на ЧМ 1994 |

## Достижения
- Чемпион Албании (2): 1985/86, 1989/90
- Обладатель Кубка Албании (2): 1988/89, 1989/90
- Чемпион Хорватии: 1992
- Обладатель Кубка Хорватии: 1992/93
- Обладатель Суперкубка Хорватии (2): 1992, 1993
- Чемпион Португалии: 1993/94